# Diaphus bertelseni
Diaphus bertelseni är en fiskart som beskrevs av Nafpaktitis, 1966. Diaphus bertelseni ingår i släktet Diaphus och familjen prickfiskar. Inga underarter finns listade i Catalogue of Life.